# Guillermo Kelly
Guillermo Patricio Kelly (Avellaneda, Buenos Aires, 29 de julio de 1921-Buenos Aires, 1 de julio de 2005) fue un activista, periodista y dirigente político argentino, líder del movimiento de extrema derecha Alianza Libertadora Nacionalista de 1953 a 1955.

## Biografía
De padre irlandés y madre suiza, desde muy joven militó en la Alianza Libertadora Nacionalista. Hasta entonces, liderada por Juan Queraltó con un perfil antisemita que Kelly combatió. Expulsado de la Alianza en 1946 por supuesta conducta delictiva, volvió a ser admitido en 1951. En ese momento, Kelly -con supuesto apoyo del gobierno nacional- escaló posiciones, debido a sus cualidades para amedrentar rivales y liderar grupos de choque. En 1953 se apoderó de la conducción de la Alianza en un golpe de mano que incluyó el secuestro y las torturas de su líder fundacional, Juan Queraltó, el cual se tuvo que ir del país amenazado de muerte. Kelly torció el rumbo de la agrupación, cambió su nombre e hizo pública su alineación absoluta e indiscutida con el gobierno de Perón.
Kelly dio su versión a la revista Humor en octubre de 1982: "Intenté derribar en el 51 a Queraltó, y fui preso. Recién lo conseguí en abril del 53. (...) Le cambié el nombre, y le puse Alianza Popular Nacionalista (...) Todos los nacionalismos de esa época, esto es importante entenderlo, estaban impregnados de alguna manera de la propaganda de los países del Eje. La disciplina era del fascismo; las consignas, del nazismo, y la Falange aportaba los libros. Cuando le tomamos el local a Queraltó, derribamos a los nazis, a los fascistas y a los falangistas".
Queraltó acusó a Kelly de estar al servicio del entonces ministro del Interior, Ángel Borlenghi, que había tenido "militancia comunista" y estaba casado con una judía: "Un día la policía entra al local de San Martín y Corrientes, y mete de prepotencia a Guillermo Patricio Kelly, a quien la Alianza había expulsado en 1946. Así se apodera de nuestra organización por medio de un acto de fuerza apoyado por la policía mandada por Borlenghi. A mí me llevan preso a Orden Político (...). A los quince días de encierro, Perón me manda a llamar y me ordena que "desensille hasta que aclare". Me designaron en la embajada argentina en Paraguay". 
La designación en la embajada parece obedecer a la intención del gobierno de quitar del medio a Queraltó, quien era considerado una amenaza al verticalismo que se le exigía a la Alianza para continuar en funcionamiento. El 19 de abril, la destitución de Queraltó es anunciada por la Alianza a través de un "comunicado oficial" en el diario La Nación en el que se expresa "la férrea decisión del nacionalismo argentino de apoyar al líder de la Revolución, General Juan Domingo Perón".

## Actividad durante la «Revolución Libertadora»
El golpe de Estado del 55 que derrocaría a Perón encontraría a los últimos aliancistas atrincherados en su búnker con armas en la mano defendiendo a un Perón que ya estaba organizando la huida que lo llevaría a la embajada de Paraguay y al asilo. En el primer piso, los últimos militantes aliancistas habían colgado una pizarra con una leyenda desafiante: "Si quieren el cadáver de Ingalinella, vengan a buscarlo". Se jactaban del asesinato del médico comunista Juan Ingalinella, el 17 de junio, un día después del anterior intento de golpe de Estado, y considerado el primer "desaparecido" argentino. Nadie de la Alianza tenía relación con ese crimen. Ingalinella murió en Rosario, mientras era picaneado por policías de la ciudad. Pero el cartel era una provocación hacia los militantes de la Federación Juvenil Comunista que en las calles celebraban la caída de Perón. El 17 de septiembre hubo un intercambio de golpes entre aliancistas y militantes de la FJC que intentaron ingresar en respuesta a la provocación.

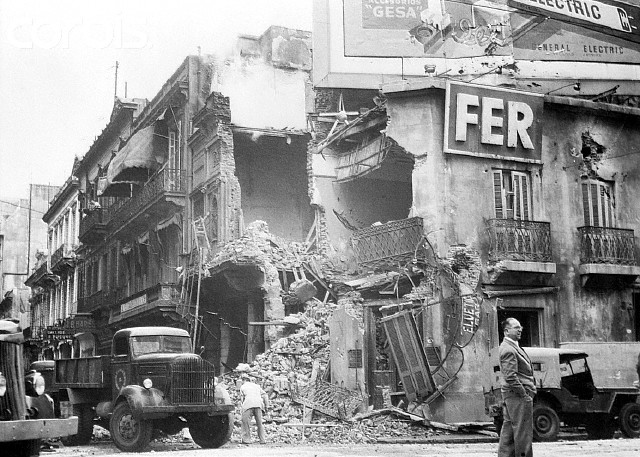
Tanques del Ejército destruyen la sede de la Alianza Libertadora Nacionalista.

El 21 de septiembre de 1955 dos tanques Sherman del Ejército se apostaron en la avenida Corrientes y apuntaron hacia el viejo local del primer piso de San Martin 392, sede de ALN, en la "city" porteña. Bajo una lluvia torrencial, diecisiete militantes ocupaban el piso. Un oficial Guillenteguy envió a otro, de menor grado, a pactar la rendición. Lo sacaron a empujones. "Decile al que te mandó que la Alianza no se rinde... Nosotros no aflojamos ni traicionamos...".  Poco después, Guillermo Patricio Kelly llegó al local partidario e intentó, según su relato, ingresar para unirse a los militantes. Fue detenido por las tropas que lo rodeaban. Los nacionalistas comenzaron a disparar sobre los camiones del Ejército. Se cruzaron proyectiles de fusiles y ametralladoras, hasta que los cañonazos de los tanques golpearon la mole de cemento y demolieron el viejo edificio.
Los militantes intentaron crear un mito inspirador en este ataque, circularon rumores sobre decenas o cientos de muertos, hasta 400 en algunas versiones. "Lo cierto es que, pese a lo espectacular de la  operación, no murió nadie en el procedimiento y sólo se  registraron dos heridos: la doctora Varela y un activista de apellido Beceiro. El resto de los ocupantes del local se habían refugiado en una habitación fuera del alcance de la línea de fuego, debido al vértice del mismo. Por lo demás, en ese momento sólo había 17 personas en el  local de San Martín y Corrientes".

## Después del escape
Kelly permaneció detenido hasta 1957 cuando logró evadirse de la cárcel de Río Gallegos junto con John William Cooke, Jorge Antonio y Héctor Cámpora y otros presos políticos. Tras la huida llegó a Chile y solicitó asilo político pero éste le fue denegado. Cuando estaba a punto de ser remitido a la Argentina, volvió a fugarse, vestido de mujer. Permaneció prófugo en Chile durante dos meses durante los cuales durmió algunas noches en un compartimiento desocupado de la jaula de los leones del zoológico de Santiago, y hasta llegó a esconderse en la chimenea de la residencia de veraneo del juez que había ordenado su detención, a la que había ingresado con la excusa de ser el deshollinador. Después, para escapar, le robó la sotana al cura de la parroquia. Pudo huir a Venezuela, donde se encontraba Perón. Cuando partió de Chile con destino a Caracas, usaba otra identidad: el "doctor Vargas, psicoanalista".
Cuando estalló la revolución en Venezuela, Perón fue otro de los objetivos de los insurrectos junto con sus colaboradores, entre los que se encontraba Kelly, y debieron refugiarse en la Embajada de la República Dominicana. Afuera, más de mil personas zamarreaban el portón de entrada. Llevaban dos días encerrados, y la gente seguía afuera. Los argentinos miraban de reojo a Kelly. "Nos van a matar a todos por culpa de éste", gruñían. Varios querían echarlo y alguien elevó la moción: que se votara si debía retirarse. No hizo falta: Kelly decidió dar la cara. Sólo pidió dos condiciones: que le dieran un par de anteojos oscuros y un sombrero. Pidió plata. Cuando salió de la embajada caminando y se mezcló con la multitud, nadie pudo reconocerlo. En medio de la convulsión, Kelly tomó contacto con dos agentes de la CIA: —Los comunistas van a entrar a la embajada y van a matar a Perón. Y si lo matan queda comunizado todo el continente — les advirtió. Los Estados Unidos se dispusieron a rescatarlo, intercediendo ante el gobierno revolucionario para que despejara la zona y facilitara su salida hacia República Dominicana. Cuando el 26 de enero de 1958 el diario El Nacional tituló "Perón dirigió la represión contra el pueblo venezolano", lo identificó junto con Kelly como "asesores de torturas de la Seguridad Nacional" y publicó cartas fraternales de Perón al titular de ese organismo.
Kelly se fue apedreado del aeropuerto de Caracas, consiguió refugio en Haití y, luego de una turbulenta estadía en la que fue de nuevo encarcelado, cruzó la frontera hasta República Dominicana, donde permaneció unos días. Regresó a la Argentina clandestino en 1958 con el pasaporte que le robó a Roberto Galán; a los seis meses fue detenido y trasladado de nuevo a la cárcel de Ushuaia. Se lo liberó el 15 de agosto de 1963.
Comenzó a editar el periódico "Marchar". Abjuró de su pasado antisemita; llegó a decir que nunca lo había sido. En representación de la derecha nacionalista, viajó a Israel y se convirtió en un crítico del antisemitismo, y hasta se reunió con el cazador de nazis Simon Wiesenthal lo que hizo que muchos lo acusaran de ser un agente del Mossad.
A lo largo de su vida estuvo preso durante casi ocho años. La última vez fue en 1968 por insultar al General Aramburu en un acto.
Tras su muerte, el periodista Luis Bruchstein, desde el diario Página 12 del que era subdirector, convirtió este episodio en mito, afirmó que había tenido lugar en el cementerio de la Recoleta y que había logrado interrumpir un homenaje al general Pedro Eugenio Aramburu cuando se cumplía un año de su asesinato.Esta información es falsa toda vez que Aramburu fue secuestrado el 29 de mayo de 1970 y asesinado dos días después.

## Actuación durante la Dictadura del '76
Durante el Proceso de Reorganización Nacional vivió en los Estados Unidos donde se lo reconoció como un lobista del gobierno militar, mediante la edición en New York de un tabloide de nombre Argentina, de aparición irregular, pudiendo ser mensual o bimestral. Su tirada de 5.000 ejemplares se distribuían en forma gratuita entre miembros del Congreso así como funcionarios y personas prominentes en la comunidad argentina en los Estados Unidos.
Una investigación del FBI de 1978 llegó a la conclusión que detrás de la publicación de Argentina se encontraban Kelly y Humberto Guidi, quien colaboraba con él desde los años ’50. La investigación llegó a la conclusión de que "las actividades de Kelly en los Estados Unidos parecían tener un doble propósito de relaciones públicas": por un lado, "persuadir al público estadounidense de que los 'derechos humanos' no eran un problema en Argentina" y por otro criticar la perspectiva opuesta, que era la sostenida por el gobierno de James Carter.  
Se citó un programa en un canal hispano de Nueva Jersey donde Kelly habría pagado USD 5.000 por cada renta del espacio, donde denunciaba el supuesto apoyo que el gobierno de Carter le estaría dando a terroristas comunistas en todo América Latina, en especial en Argentina. Era controvertida la fuente de financiamiento de la publicación, toda vez que ni Kelly ni Guidi tenían ingresos conocidos. Por eso, el FBI sospechaba que recibían financiación de la dictadura argentina. Ulteriores informaciones vincularon a la publicación a “sectores de extrema derecha dentro de la Marina argentina”, mencionaron al capitán de fragata Roberto Pérez Froio, director de Prensa y Difusión de la Cancillería, vinculado a su superior el Almirante Emilio Massera. 
Sin embargo, en una actualización del informe, el FBI llegó a la conclusión de que ese financiamiento se cortó de forma abrupta por haberse convencido Massera “de que Kelly era contraproducente para la buena imagen de Argentina que se quería promover en los Estados Unidos".
La relación entre Kelly y Massera se quebró. Kelly volvió a Argentina donde consiguió que militares que se oponían al proyecto político de Massera le financiaran una publicación quincenal: Quorum. Desde sus páginas, y desde el número 2 (septiembre de 1982) develó gran parte de las actividades de la Logia Propaganda Due en Argentina, denunció al almirante Massera y al general Carlos Suárez Mason como sus representantes. Vinculó a Suárez Mason como autor intelectual, junto al exjuez Pedro Narvaez (que se fugó a Río de Janeiro y a España) del vaciamiento de YPF que, en su opinión, le había costado al Estado Argentino 60 millones de dólares. Según Kelly, el 10 % de esta suma habría ido a parar al patrimonio de Suárez Mason. Dijo que el militar trabajaba entrenando tropas mercenarias para luchar en el Caribe, que recibía dinero del alto comando de Nord, acusado a su vez de asesinar al hermano y dos sobrinos del expresidente Arturo Frondizi. Ninguna de esas denuncias logró ser probada. El editor Jorge Boimvaser ha expresado que la producción constante de denuncias periodísticas constituía una segunda forma de financiamiento: "Esa revista era chantaje puro. Por ejemplo, llamaban al Banco Galicia y le decían al gerente que se habían ganado una página de publicidad. Entonces el banco pagaba para no salir en la revista".
En 1982, presentó una querella criminal contra Emilio Massera. Hacia agosto de 1983, Kelly fue secuestrado y golpeado por la banda encabezada por Aníbal Gordon, quien dijo haber actuado por orden del último dictador militar Reynaldo Bignone y del Cuerpo I del Ejército.

## Menemismo
En 1991, durante la presidencia de Carlos Menem, era conductor de un programa en ATC llamado Sin Concesiones, en el cual sostuvo que revelaría "de dónde vienen los hijos de las ´Señoras Nobles´", en alusión a los hijos adoptados por la directora del Diario Clarín, Ernestina Herrera de Noble. Tras una reunión entre Herrera de Noble, Héctor Magnetto y Carlos Menem en la Quinta de Olivos el jueves 2 de mayo de 1991, Clarín y el gobierno pactaron la salida del aire de Kelly en ATC a cambio de la salida del aire del programa de la periodista Liliana López Foresi, Revista 13, Periodismo con opinión, en el que se criticaba a Menem.
Sobre el tema de los hijos de Herrera de Noble, Kelly escribió un libro con la editorial Arkel en 1993 titulado Noble: Imperio Corrupto. Se editaron 200 ejemplares, aunque el autor regaló varios a bibliotecas públicas de Estados Unidos.

## Fallecimiento
Víctima de un cáncer terminal, murió el 1 de julio de 2005 a las 8:30 en el Hospital Alemán.

## Representaciones en la ficción
- Kelly, interpretado por Diego Gentile, es uno de los personajes protagonistas de la película de drama histórico Unidad XV, la fuga, dirigida por Martín de Salvo y estrenada en 2018.[23]